# Mato (Taboada)
Mato (llamada oficialmente San Martiño de Mato) es una parroquia española del municipio de Taboada, en la provincia de Lugo, Galicia.

## Organización territorial
La parroquia está formada por ocho entidades de población:
- Campos
- Caravel (O Caravel)
- Caxín
- Cumbraos
- Quinzán
- San Martiño
- Susá
- Xestoso

## Demografía
| Gráfica de evolución demográfica de Mato entre 2000 y 2021 |
|                                                            |
| Datos según el nomenclátor publicado por el INE.           |